# Abatos Planum
Abatos Planum est une possible plaine de « cryolave » située sur le satellite Triton de la planète Neptune par 21,5° S et 58° E.

## Géographie et géologie
Il s'agit d'une région semble-t-il plutôt étendue mais à la surface globalement moins lisse que celle de Cipango Planum, bien que de texture et de structure semble-t-il assez similaire. Elle est cependant marquée par plusieurs cratères d'impact de grande taille pour Triton, notamment les cratères presque alignés Ilomba, Kurma et Mazomba, ce dernier étant le plus grand connu à la surface de Triton, avec 27 km de diamètre. De nombreux autres cratères plus petits sont visibles un peu partout dans la région, ce qui incite à la dater antérieurement à Cipango, dont les surfaces sont exemptes de cratères à la résolution de l'optique de Voyager 2. Des fractures traversent également Abatos, notamment Vimur Sulci au nord et Jumna Fossae dans l'ouest.
L'une des caractéristiques surprenantes de cette région est la présence de grandes taches sombres auréolées de blanc appelées Zin Maculae. Le fait que ces taches soient situées à proximité du terminateur et que des taches similaires, mais de plus en plus claires à mesure qu'on se rapproche du centre de l'image, soient visibles un peu partout sur la calotte polaire australe, suggère qu'il puisse s'agir de résidus de la calotte polaire australe qui se serait retirée de ces latitudes dans un passé récent sous l'effet du rayonnement solaire : on sait en effet que le point subsolaire a atteint, lors du solstice de 2000, pratiquement la latitude la plus basse possible sur Triton, c'est-à-dire 50,4° S, ce qui n'avait plus été le cas depuis cinq siècles.